# Humbe
Humbe é uma vila e comuna angolana no município de Ombadija na província de Cunene.